# Abdulrahman Abdulkarim
Abdulrahman Ahmed Abdulkarim (13 maggio 1980) è un ex calciatore bahreinita, di ruolo portiere.

## Carriera

### Club
Nel 2004, dopo aver giocato all'Al Hala, viene acquistato dall'Al-Najma.

### Nazionale
Ha debuttato in nazionale nel 2001. Ha partecipato, con la nazionale, alla Coppa d'Asia 2004 e alla Coppa d'Asia 2007. Ha collezionato in totale, con la maglia della nazionale, 24 presenze.